# Coenipeta anepsia
Coenipeta anepsia là một loài bướm đêm trong họ Erebidae.